# Chasen Bradford
Chasen David Bradford (Las Vegas, 5 agosto 1989) è un giocatore di baseball statunitense.

## Carriera

### Minor League (MiLB)
Formatosi al College of Southern Nevada e alla University of Central Florida, viene scelto dai New York Mets al 35º giro del draft 2011. Dopo sette stagioni in Minor League nelle squadre affiliate ai Mets, dai Kingsport Mets (rookied advanced league) ai Las Vegas 51s (triplo A), viene chiamato in prima squadra il 22 giugno 2017.

### Major League (MLB)

#### New York Mets (2017)
Debutta nella MLB il 25 giugno 2017 all’AT&T Park di San Francisco, nella partita vinta per 8-2 dai Mets contro i Giants. Subentrato a Fernando Salas all’inizio del nono inning, chiude il match senza subire punti, concedendo un singolo a Gorkys Hernández e una base ball a Conor Gillaspie, ma facendo registrare due strikeout su Nick Hundley e Denard Span.
Il 1º agosto viene richiamato nei Mets dopo una parentesi in triplo A con i Las Vegas 51s, e il 3 agosto ottiene la sua prima vittoria, a Denver, nel successo per 10-5 sui Colorado Rockies. Subentrato al partente Chris Flexen all’inizio del quarto inning, esce alla fine del quinto senza aver concesso valide e con due strikeout all'attivo. Chiude la prima stagione in MLB con 2 vittorie e senza sconfitte. Disputa in tutto 28 partite (tutte da rilievo) dimostrando una buona affidabilità (3,74 di PGL). Il 18 gennaio 2018 è stato designato per il riassegnamento dai Mets.

#### Seattle Mariners (2018-2020)
Il 18 gennaio 2018 Bradford è stato designato per il riassegnamento dai Mets. Il giorno seguente viene prelevato dalla lista dei waivers dai Seattle Mariners. Saltò gran parte della stagione a causa di infortuni, disputando in totale 12 partite nella MLB, l'ultima di esse il 2 giugno 2019. 
Il 15 gennaio 2020, Bradford rinnovò con i Mariners con un contratto di minor league, tuttavia non disputò alcuna partita durante la stagione vista la cancellazione dei campionati di MiLB, avvenuto a causa della pandemia di COVID-19. Divenne free agent a fine stagione.

#### Atlanta Braves (2021)
Il 15 marzo 2021, Bradford firmò un contratto di minor league con gli Atlanta Braves, disputando l'intera stagione nella Tripla-A, in cui venne schierato in 36 partite. Divenne nuovamente free agent a fine stagione.